# Walmart
Walmart, Inc., (Wal-Mart até 2008) é uma multinacional estadunidense de lojas de departamento. A companhia foi eleita a maior multinacional de 2010. Foi fundada por Sam Walton em 1962, incorporada em 31 de outubro de 1969 e feita capital aberto na New York Stock Exchange, em 1972. A sede da Wal-Mart fica em Bentonville, Arkansas. Walmart é a maior loja de varejo dos Estados Unidos. Em 2009, a multinacional gerou 51% dos seus US$258 bilhões em vendas nos seus negócios de mercearia nos Estados Unidos. A Walmart também opera a Sam's Club na América do Norte e países selecionados, incluindo o Brasil.
Em 2022, opera 10 585 lojas em 24 países diferentes, com 46 nomes diferentes. A companhia opera sob seu próprio nome nos Estados Unidos e Canadá, incluindo seus 50 estados. Ela também opera sob seu próprio nome em Porto Rico. Opera no México como Walmex, no Reino Unido como Asda, no Japão como Seiyu, na Índia como Best Price e na Argentina como Changomás.
No mesmo ano, a empresa ficou em primeira posição entre as 500 maiores empresas dos EUA, ranking elaborado pela revista Fortune.

## História

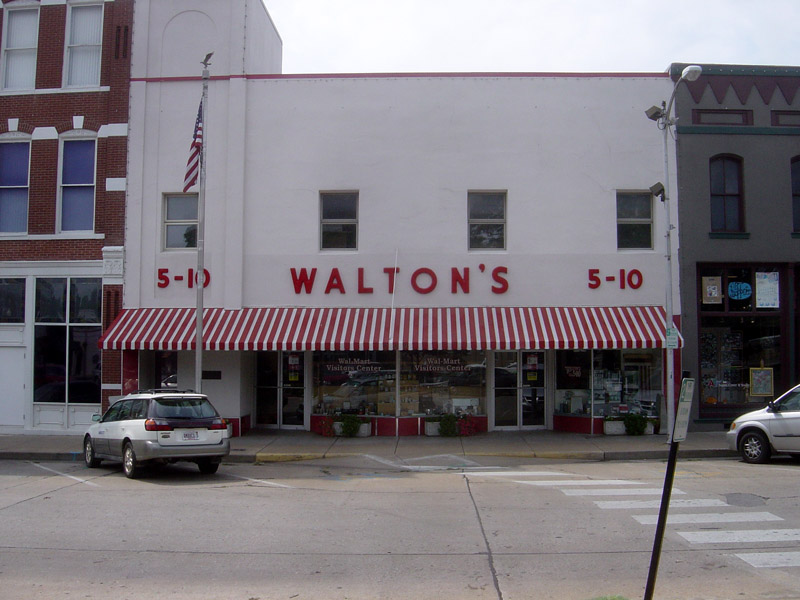
Primeira loja de Sam Walton em Bentonville, Arkansas

A história da Walmart começa a ser traçada na década de 1940, quando Sam Walton começou sua carreira em uma loja de varejo de J.C. Penny. Em 1943 Walton conheceu os Irmãos Butler. Dia 9 de maio de 1950, Walton comprou uma loja de Luther E. Harrison em Bentonville, Arkansas e inaugurou a 5 & 10. Em 1962, Walton investiu 95% do capital na inauguração de sua primeira loja da Walmart. Já na década de 1960, Walton já tinha onze lojas. O assistente de Walton, Bob Bogle, veio com o nome "Wal-Mart" para a nova rede. Em 1967, a companhia já tinha crescido para 24 lojas por todo o estado do Arkansas e começou a alcançar 12,6 milhões de dólares em vendas e em 1968, a companhia inaugurou suas primeiras lojas fora de Arkansas em Sikeston, Missouri e Claremore, Oklahoma. Walmart tem 11.000 lojas em 27 países diferentes, com 55 nomes diferentes. A companhia opera sob seu próprio nome nos Estados Unidos, incluindo seus 50 estados.

### Incorporações e crescimento
A companhia foi incorporada como Wal-Mart Stores, Inc. em 31 de outubro de 1969. Em 1970, ela inaugurou seu escritório e primeiro centro de distribuição em Bentonville, Arkansas. Nessa época, tinha 38 lojas com 1.500 empregados e vendia US$44,2 milhões. A primeira leva de ações da companhia ocorreu em maio de 1971 com um preço de mercado de US$47. Nessa época, Walmart foi operada em seis estados: Arkansas, Kansas, Louisiana, Missouri e Oklahoma e Tennessee em 1973, Kentucky e Mississippi em 1974. Como a companhia moveu-se para o Texas em 1975, Walmart já alcançava as 125 lojas com 7.500 empregados, e um total de US$340,3 milhões em vendas. A primeira Wal-Mart do Texas foi aberta em 11 de novembro de 1975.

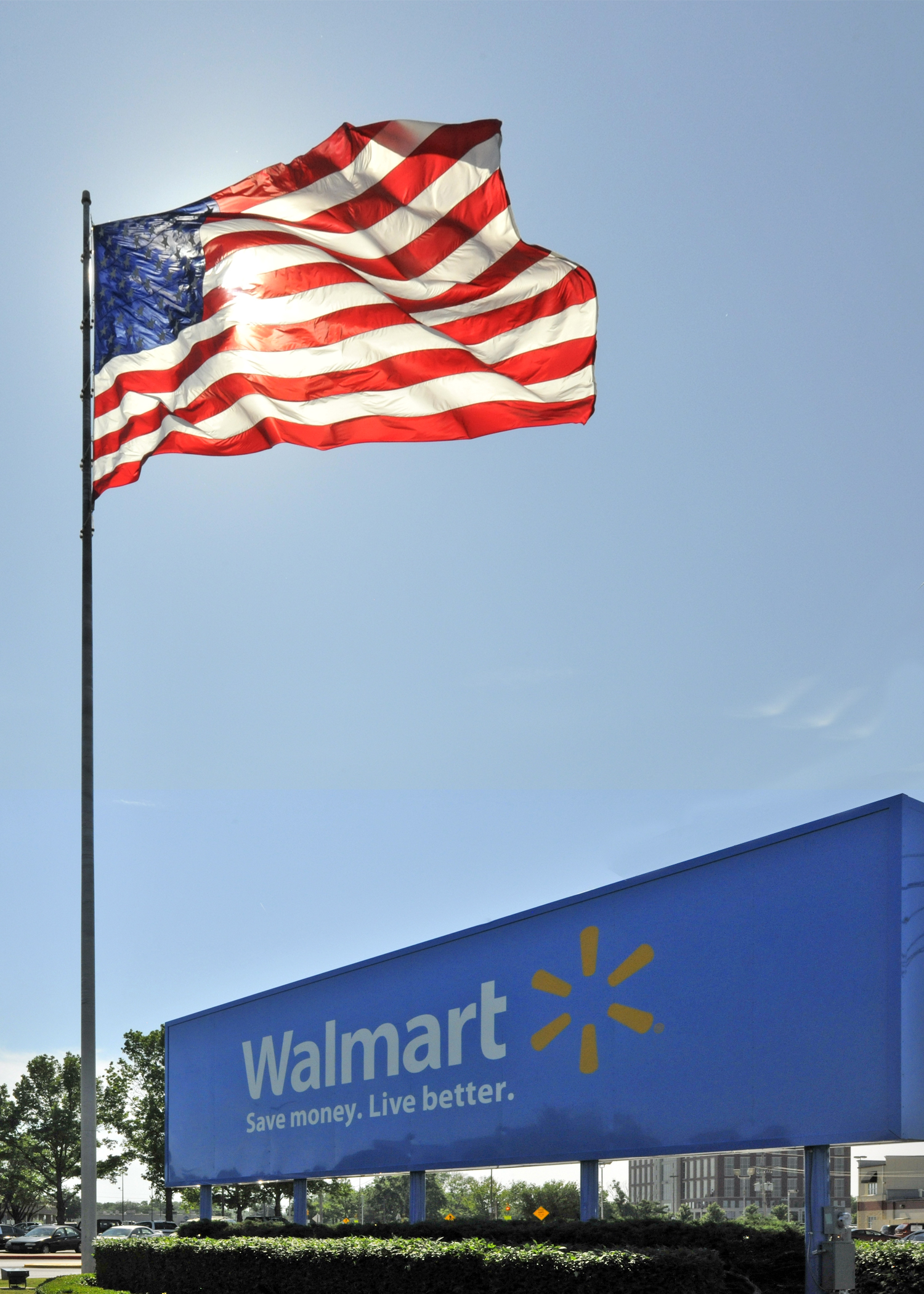
A atual sede da empresa é em Bentonville

Em 1977, Wal-Mart fez sua primeira fusão, assumindo as operações da Mohr-Value, uma rede de lojas em Michigan e Illinois. Essa seguiu-se com a fusão com a Companhia Hutcheson Shoe em 1978. No mesmo ano, a Walmart também se ramificou em diversos novos mercados, lançando suas próprias farmácias, serviços de automóveis, joalherias e novos mercados. Em 1979, com 276 lojas e 21.000 empregados, Walmart alcançou US$1,248 bilhão em vendas.
Em 1980, Wal-Mart moveu-se para o sudeste dos Estados Unidos, inaugurando lojas na Geórgia e na Carolina do Sul. Em 1982, eles foram para a Flórida e Nebraska. Em abril de 1983, a companhia inaugurou a primeira loja da Sam's Club, uma associação baseada em Oklahoma. Eles também inauguraram as novas lojas da Wal-Mart em Indiana, Iowa, Novo México e Carolina do Norte. Em 1984 eles entraram para o mercado da Virginia. Em 1985, com 882 lojas com vendas alcançando US$8,4 bilhões e 104.000 empregados, a companhia foi para Wisconsin e Colorado e as primeiras lojas em Minnesota foram inauguradas no ano seguinte.
Com aniversário de vinte e cinco anos da companhia em 1987, a rede já contava com escritório para controlar o estoque, vendas e enviar comunicação instantânea para suas lojas. Até seu vigésimo quinto aniversário, Walmart já contava com 1.198 lojas com vendas que alcançavam US$15,9 bilhões e 200.000 empregados. Esse ano também marcou com os satélites da companhia, um investimento de US$24 milhões, unindo todas as lojas. Continuando seu avanço tecnológico, eles equiparam 90% de suas lojas com leitores de códigos de barra em 1988, para manter o controle dos seus estoques. Em 1988, Sam Walton deixou o cargo de Diretor executivo, sendo substituído por David Glass. Walton permaneceu como Presidente do Conselho e a companhia também reorganizou os outros altos cargos.
Nos anos de 1988/89/90 a Wal-Mart Supercenter foi inaugurada em Washington, Missouri, Michigan, West Virginia, Nova Jersey, Wyoming, Califórnia, Nevada, Dakota do Norte, Pennsylvania, Dakota do Sul e Utah. A companhia também inaugurou lojas em outros continentes, entrando na América do Sul em 1995 com lojas na Argentina e Brasil, na Europa em 1999, comprando a Asda no Reino Unido por 10 bilhões de dólares.

### Presença global

Países com lojas Walmart no mundo.

Em 1990, as vendas nos Estados Unidos quadruplicaram, alcançando US$32 bilhões em cinco anos e a Walmart adquiriu a The McLane Company, uma distribuidora de serviços de comida, que mais tarde foi vendida para a Berkshire Hathaway (2003).
Em 1992 a companhia moveu-se para o Connecticut, Delaware, maine, Maryland, Massachusetts, New Hampshire e Nova Iorque. No mesmo ano, o presidente dos Estados Unidos George H. W. Bush presenteou Sam Walton com a Medalha Presidencial da Liberdade. Sam Walton faleceu em 5 de abril de 1992. Seu filho mais velho, S. Robson Walton, sucedeu o pai como Presidente do Conselho de Diretores, no dia 7 de abril de 1992. Nesse ano, Walmart estava presente em 45 estados dos Estados unidos.
Até o ano de 1994 a Walmart já estava no mercado do Alaska, Hawaii, Rhode Island, México, Hong Kong e Canadá. No ano seguinte, a rede contava com 1.995 lojas de desconto, 239 Supercentes, 433 Sam's Club e 276 lojas internacionais com vendas de US$93,6 bilhões (incluindo os US$78 bilhões em vendas nos Estados Unidos) e seus 675.000 empregados e estava presente em todos os estados americanos e fortalecendo-se no mercado Sulamericano, com três unidades na Argentina e cinco no Brasil.
Em 2000, H. Lee Scott foi nomeado Presidente e Diretor executivo e as vendas nos Estados Unidos dobraram, chegando a US$156 bilhões desde 1995. Também em 2000, Walmart foi ranqueada como a quinta corporação mais admirada no mundo e em 2003 e 2004, foi a companhia mais admirada na América.
Em 2008, Walmart teve 312,4 bilhões de dólares em vendas, com 3.800 lojas nos Estados Unidos e 3.800 unidades internacionais e empregando mais de 1,6 milhões de pessoas pelo mundo todo. Cerca de 138 milhões de pessoas visitam a Walmart a cada semana, pelo mundo.
Em 2008, mesmo com a forte recessão que os Estados Unidos enfrentaram, a maior rede varejista do mundo informou valores sólidos, com US$401,2 bilhões em vendas pela internet, um ganho de 7,2% sobre o ano anterior. Em 22 de fevereiro de 2010, a companhia confirmou a compra da empresa de vídeo Vudu, Inc. por US$ 100 milhões.

#### Brasil

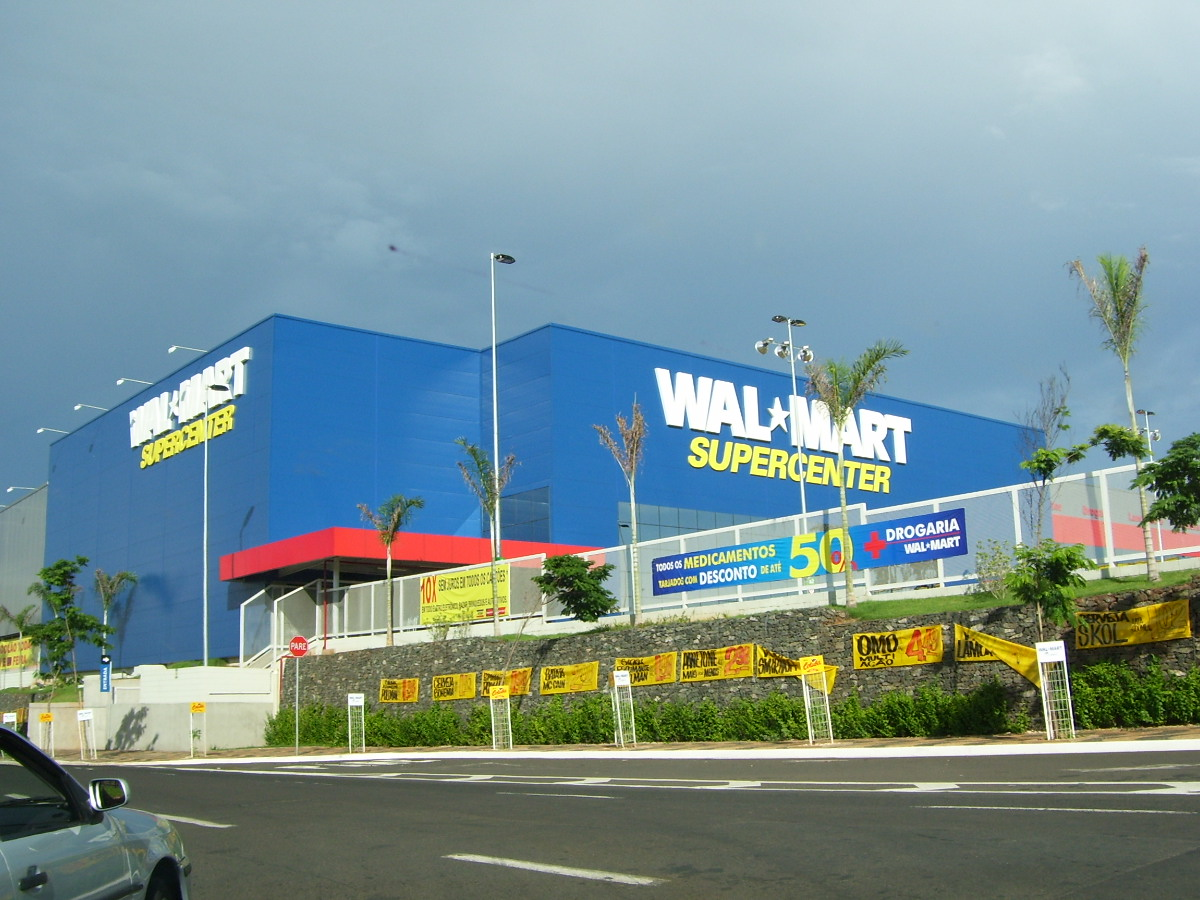
Filial do Walmart Supercenter em São José do Rio Preto, São Paulo

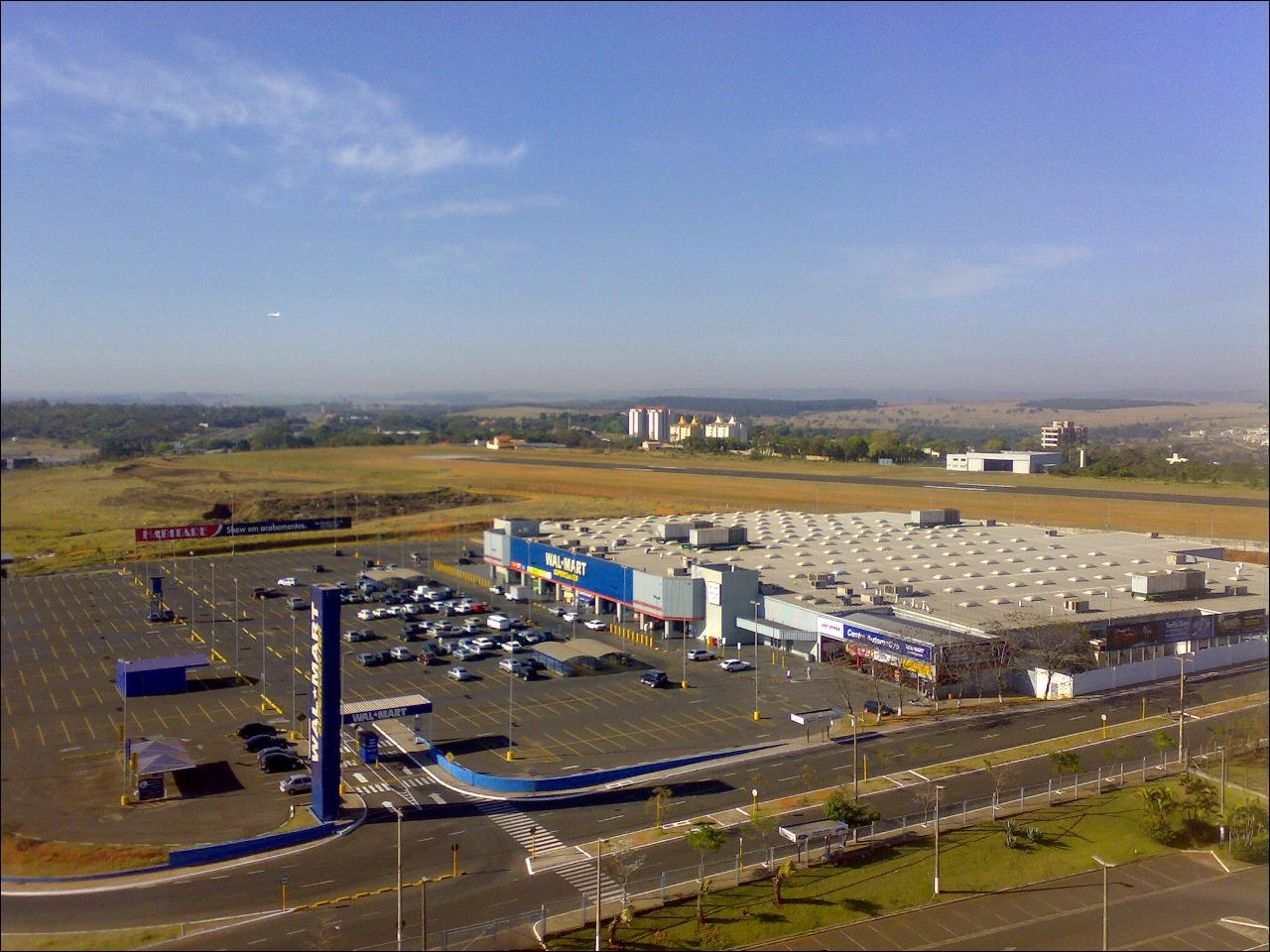
Filial da rede Walmart em Bauru, São Paulo.

A primeira cidade brasileira a receber uma loja filial do Walmart foi Osasco, no ano de 1995. A empresa atuou primeiramente pelo Sudeste, expandindo seus negócios para o Nordeste com a compra da Rede Bompreço. Abriu lojas também em Brasília, Goiânia, Minas Gerais, Campo Grande e Rio de Janeiro. Em 2004 o Walmart adquiriu as lojas da Rede Bompreço na região nordeste e em 2005 adquiriu as lojas da rede Sonae. Atualmente, o Walmart é a terceira maior empresa varejista do país, segundo ranking do Ibevar em 2012. O CEO do Walmart Brasil é Flavio Cotini. Os escritórios da rede no Brasil localizam-se em Barueri (sede), na Grande São Paulo, em Porto Alegre, Curitiba, Salvador e Recife.
Em 2008 foi lançado o Instituto Walmart, braço social da empresa no Brasil, responsável por projetos de geração de renda para mulheres, desenvolvimento local e pela Escola Social do Varejo, que formou mais de mil jovens por ano.
Neste ano de 2008 o faturamento da empresa foi de R$ 17 bilhões. No mesmo ano, a empresa empregou cerca de 80 mil pessoas e ocupou a terceira posição no ranking da Associação Brasileira de Supermercados (Abras). Em 2009, o Guia Exame de Sustentabilidade elegeu o Walmart "a empresa sustentável do ano", por seu programa de sustentabilidade que inclui a construção de lojas mais eficientes, gestão de resíduos, educação de funcionários e engajamento de fornecedores para o desenvolvimento de produtos mais sustentáveis. Em 2010, a empresa anunciou a abertura de cerca de 100 novas lojas e 10 mil novos postos de trabalho. Em 2012, o Walmart Supercenter possui 49 lojas da bandeira, presentes em São Paulo, Minas Gerais, Rio de Janeiro, Espírito Santo, Paraná, Mato Grosso do Sul, Goiás e Distrito Federal.
Em 30 de dezembro de 2015, começou a fechar cerca de 30 lojas no país, alegando a crise; mas na verdade é a investigação nos Estados Unidos, sobre possíveis subornos pagos pela rede no exterior, encontrou evidências de provável conduta da empresa no Brasil.
Fazem parte da rede no Brasil as bandeiras Walmart Supercenter, Walmart Supermercados, Maxxi Atacado, TodoDia, e Sam's Club. Além dessas, também fazem parte atualmente os Hipermercados BIG, Hiper Bompreço, Supermercado Bompreço, Mercadorama e Nacional - estas, porém, serão extintas até 2021: as lojas atuais dessas bandeiras serão progressivamente reformadas e reinauguradas como uma das bandeiras que serão mantidas.
Em sua divisão especial o Walmart também possui postos de gasolina, restaurantes, cafés, foto centers e farmácias. A bandeira Walmart Supermercado, na cor verde e amarela, inspirada nas Walmart Neighborhood Market estadunidenses, surge pra substituir essas marcas.
Em junho de 2018, no entanto, a Walmart anunciou a venda da fatia majoritária no Brasil, para a empresa de private equity Advent Internacional que vai adquirir o controle das operações do Walmart no Brasil, no terceiro grande negócio do varejista desde abril para remodelar suas operações no exterior.
Em maio de 2019, o varejo on-line do Walmart Brasil foi descontinuado. Em agosto de 2019, o novo proprietário do Walmart Brasil, a firma de private equity Advent International, anunciou a reformulação das suas operações no Brasil. A marca Walmart deixa de existir e será gradualmente trocada para as marcas regionais BIG (já existente), BIG Bompreço (criada na junção do BIG e do Bompreço, para atuar nos mercados do Nordeste), Super Bompreço e Nacional (em substituição ás bandeiras Walmart Supermercados, Mercadorama, Nacional e Bompreço). Para a região Nordeste, as marcas BIG Bompreço e Super Bompreço substituem o Hiper Bompreço e Bompreço, já para o resto do país as marcas BIG e Nacional serão utilizadas. Ainda assim, existem as marcas Sam's Club (essa herdada do Walmart EUA), TodoDia (lojas de vizinhança) e Maxxi Atacado (esta última, foi totalmente remodelada pela nova gestão da filial brasileira). Na nova empresa, a matriz americana tem 20% das operações brasileiras, enquanto o Advent tem 80% da sociedade. A nova remodelação inclui a extinção do nome corporativo Walmart (substituído para Grupo BIG) e a conversão de hipermercados em clube de compras (operado na marca Sam's Club) e atacarejo (na marca Maxxi). As mudanças estarão totalmente concluídas até o final de 2021, quando as últimas lojas serão convertidas para as novas bandeiras.